# Fossen
Fossen är en bebyggelse väster om Svanesund på Orust i Långelanda socken i Orusts kommun. Från 2023 avgränsar SCB här en småort.